# Velika nagrada Monaka 1952
Velika nagrada Monaka 1952 je bila neprvenstvena dirka športnih dirkalnikov. Odvijala se je 2. junija 1952.

## Prijavljeni
| Št  | Dirkač                              | Moštvo             | Dirkalnik           |
| --- | ----------------------------------- | ------------------ | ------------------- |
| 52  | Juan Jover                          | Pegaso             | Pegaso Z-102        |
| 54  | Joaquin Palacio Pover               | Pegaso             | Pegaso Z-102        |
| 56  | Robert Manzon                       | Equipe Gordini     | Gordini T15S        |
| 58  | Jean Lucas                          | Luigi Chinetti     | Ferrari 225S        |
| 60  | Pierre Boncompagni                  | Privatnik          | Ferrari 225S        |
| 62  | René Cotton                         | Privatnik          | Delahaye 135S       |
| 64  | Louis Rosier Maurice Trintignant    | Privatnik          | Talbot-Lago T26GS   |
| 66  | Louis Rosier Maurice Trintignant    | Privatnik          | Talbot-Lago T26GS   |
| 68  | Pierre Levegh                       | Privatnik          | Talbot-Lago T26GS   |
| 70  | Pierre Meyrat                       | Privatnik          | Talbot-Lago T26GS   |
| 72  | Reg Parnell                         | Aston Martin       | Aston Martin DB3    |
| 74  | Peter Collins                       | Aston Martin       | Aston Martin DB3    |
| 76  | Lance Macklin                       | Aston Martin       | Aston Martin DB3    |
| 78  | Stirling Moss                       | Jaguar Cars        | Jaguar C-Type       |
| 80  | Leslie Johnson                      |                    | Jaguar C-Type       |
| 82  | Tommy Wisdom                        | Privatnik          | Jaguar C-Type       |
| 84  | Anthony Hume                        | Archie Bride       | Allard J2X          |
| 86  | Francesco Buonaccorsi               |                    | Ferrari 166MM/225S  |
| 88  | Giovanni Bracco                     | Scuderia Guastella | Ferrari 225S        |
| 90  | Antonio Stagnoli Clemente Biondetti | Scuderia Guastella | Ferrari 225S        |
| 92  | Eugenio Castelotti                  | Scuderia Guastella | Ferrari 225S        |
| 94  | Vittorio Marzotto                   | Scuderia Marzotto  | Ferrari 225S        |
| 96  | Piero Carini                        | Scuderia Marzotto  | Ferrari 340 America |
| 98  | André Simon                         |                    | Ferrari 225S        |
| 100 | Fernando Mascarenhas                | Privatnik          | Allard J2X          |

## Rezultati

### Dirka
| Poz | Št  | Dirkač                              | Konstruktor  | Krogi | Čas/Odstop | Št. mesto |
| --- | --- | ----------------------------------- | ------------ | ----- | ---------- | --------- |
| 1   | 94  | Vittorio Marzotto                   | Ferrari      | 100   | 3:21:28.4  | 11        |
| 2   | 92  | Eugenio Castelotti                  | Ferrari      | 100   | +15.5      | 10        |
| 3   | 90  | Antonio Stagnoli Clemente Biondetti | Ferrari      | 98    | +2 kroga   | 3         |
| 4   | 58  | Jean Lucas                          | Ferrari      | 96    | +4 krogi   | 15        |
| 5   | 60  | Pierre Boncompagni                  | Ferrari      | 95    | +5 Laps    | 8         |
| 6   | 82  | Tommy Wisdom                        | Jaguar       | 95    | +5 krogov  | 16        |
| 7   | 74  | Peter Collins                       | Aston Martin | 92    | +8 krogov  | 12        |
| 8   | 62  | René Cotton                         | Delahaye     | 85    | +15 krogov | 18        |
| Ods | 76  | Lance Macklin                       | Aston Martin | 73    | Motor      | 6         |
| Ods | 100 | Fernando Mascarenhas                | Allard       | 64    | Rezervoar  | 17        |
| Ods | 78  | Stirling Moss                       | Jaguar       | 46    | Trčenje    | 2         |
| Ods | 64  | Louis Rosier Maurice Trintignant    | Talbot-Lago  | 37    |            | 7         |
| Ods | 96  | Piero Carini                        | Ferrari      | 37    | Trčenje    | 13        |
| Ods | 56  | Robert Manzon                       | Gordini      | 24    | Trčenje    | 5         |
| Ods | 84  | Anthony Hume                        | Allard       | 22    | Trčenje    | 14        |
| Ods | 72  | Reg Parnell                         | Aston Martin | 18    | Motor      | 4         |
| Ods | 88  | Giovanni Bracco                     | Ferrari      | 8     | Zavore     | 9         |
| Ods | 68  | Pierre Levegh                       | Talbot-Lago  | 5     | Pog. gred  | 1         |
| DNS | 54  | Joaquin Palacio Pover               | Pegaso       |       |            |           |
| DNQ | 52  | Juan Jover                          | Pegaso       |       |            |           |